# Кошка, Пётр Маркович
Пётр Ма́ркович Ко́шка (10 [22] января 1828 — 13 [25] февраля 1882) — матрос Черноморского флота, герой Севастопольской обороны 1854—1855 годов, участник Синопского сражения. Образ матроса Кошки выведен во множестве художественных произведений о Крымской войне.

## Биография
Пётр Кошка родился 10 января 1828 года в селе Ометинцы Подольской губернии (ныне Немировского района Винницкой области Украины) в крепостной крестьянской семье.
В 1849 году, по воинской повинности, назначен в рекруты.
Служил в Севастополе матросом 30-го флотского экипажа Черноморского флота. Ходил в плавания на линейном корабле «Ягудиил».
Участник Крымской войны 1853—1856 годов.
В дни Обороны Севастополя в числе многих других матросов экипажа направлен на берег, на подкрепление защитников Севастопольской крепости. Сражался на батарее № 15 лейтенанта А. М. Перекомского.
Охотником (добровольцем) участвовал в 18-ти вылазках, кроме того, ходил в стан неприятеля в одиночку. Отличался смелыми, инициативными действиями, храбростью и находчивостью в бою, особенно в разведке и при захвате пленных. Во время одной из вылазок, вооружённый одним только ножом, взял в плен троих французских солдат, во время другой под огнём врага вырыл около самой неприятельской траншеи кощунственно закопанное по пояс в землю тело погибшего русского сапёра и унёс его на 3-й бастион. В тело сапёра при этом попало 5 пуль.

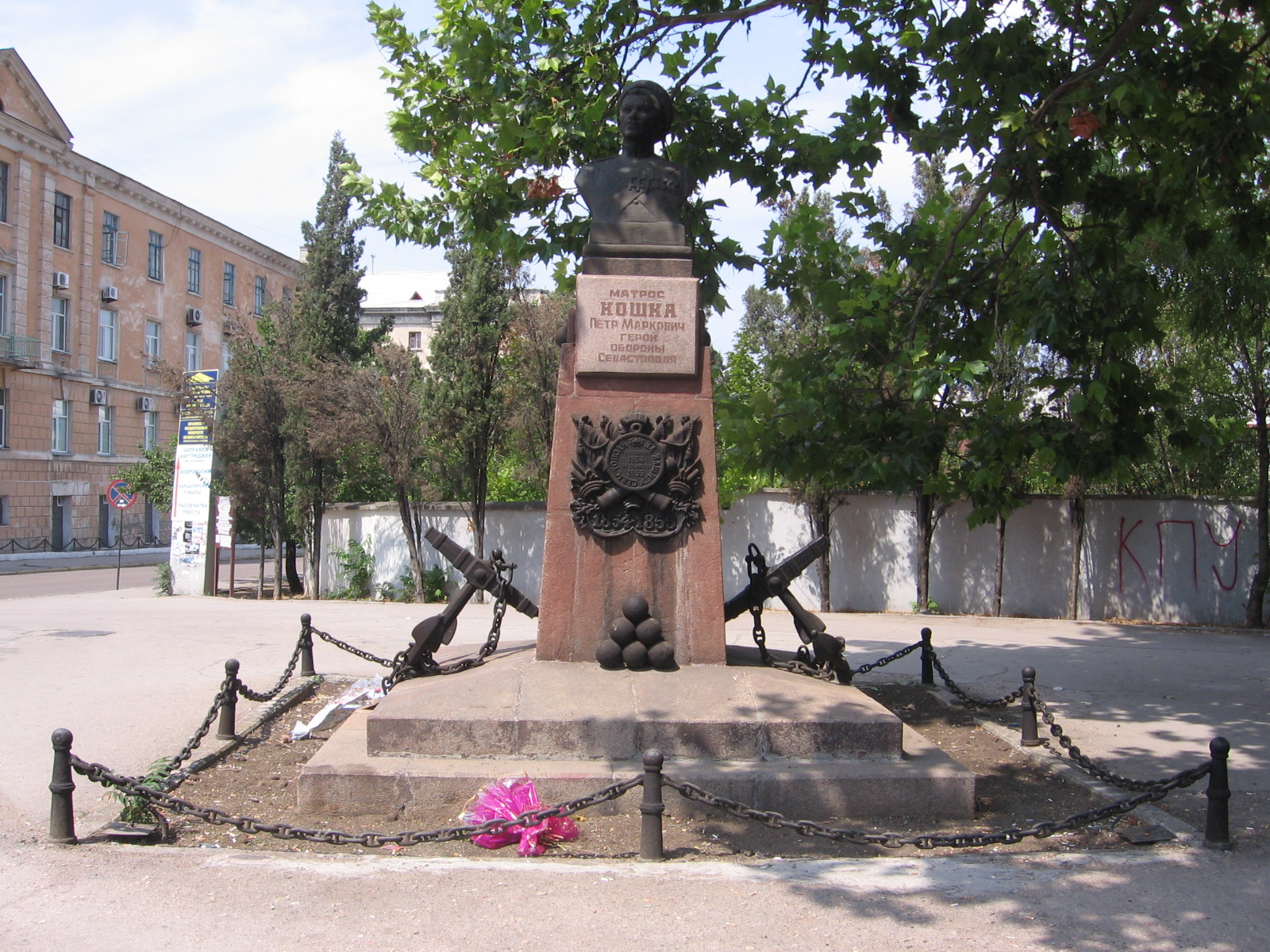
Памятник П. Кошке в Севастополе

В историю также вошли случаи, когда Кошка ночью утащил прямо из французского котла варёную говяжью ногу, а однажды средь бела дня увёл вражеского коня. Коня он потом продал, а деньги пожертвовал на памятник погибшему товарищу — матросу Шевченко Игнатию, спасшему жизнь лейтенанту Н. А. Бирилёву, под начальством которого они ходили в бой.
В вылазке 17 января (по другим данным — в ночь на 20 января) 1855 года П. М. Кошка был ранен штыком в живот, однако, по свидетельству хирурга Н. И. Пирогова, штык прошёл под кожей, не задев внутренних органов, и раненый вскоре поправился. В августе 1855 года ранен ещё раз — легко в руку.
За оказанные подвиги награждён Знаком отличия Военного ордена (Георгиевским крестом). В январе 1855 года был удостоен унтер-офицерского звания квартирмейстера.
Знаменитым П. М. Кошка стал ещё в годы Крымской войны, и не только в Севастополе — по всей стране. В числе нижних чинов, награждённых Знаком отличия Военного ордена, был представлен командованием Великим князьям Николаю Николаевичу и Михаилу Николаевичу (Романовым), прибывшим из Санкт-Петербурга на службу в Севастополь. Начальник Севастопольского гарнизона вручил Кошке присланный Императрицей золотой нательный крест «Высочайшего Благоволения» на голубой ленте (который он носил навыпуск, как награду). Известный художник В. Ф. Тимм, прибывший с Великими Князьями, нарисовал портреты героев-севастопольцев, в том числе портрет Кошки. Литография по рисунку Тимма с портретом квартирмейстера Кошки была опубликована в издававшемся в Санкт-Петербурге печатном сборнике «Русский художественный листок». На страницах столичных газет печатались рассказы о подвигах Кошки. О П. М. Кошке писал Лев Толстой, много позже — Сергей Сергеев-Ценский.

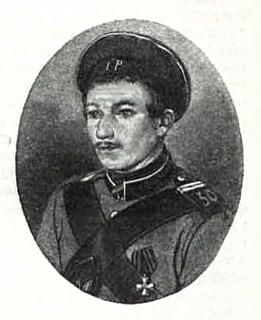
Рисунок из «ВЭС»

После окончания войны, поскольку защитникам Севастополя один месяц выслуги в осаждённом городе засчитывался за один год, а один день — за двенадцать, квартирмейстер Кошка получил право на увольнение в бессрочный отпуск (в запас), чем и воспользовался, и в конце 1856 года отбыл на жительство в родное село Ометинцы. В запасе ему предстояло состоять ещё 15 лет.
Вскоре женился на местной крестьянке, через год у них родился сын. Занимался крестьянским трудом. Назначался сопровождать обозы в портовые города Николаев, Херсон, Одессу.
9 августа 1863 года, ввиду обострения обстановки в связи с польским восстанием, квартирмейстера П. М. Кошку снова призвали на флот. Службу продолжал в Санкт-Петербурге, в составе 8-го флотского экипажа Балтийского флота. За время службы ежегодно участвовал в парадах Георгиевских кавалеров, посещал Зимний дворец. В 1869 году отказался от увольнения в отставку и прослужил ещё четыре года.
После увольнения в отставку снова вернулся в родное село. Ему, как награждённому Знаком отличия Военного ордена 2-й степени, полагалась пенсия в размере двойного оклада жалования флотского унтер-офицера. Поступил на государственную службу в казённую лесную стражу местного лесничества объездчиком. На время службы в лесной страже, кроме денежного оклада жалования, получил в бесплатное пользование земельный участок и построенную за казённый счёт небольшую усадьбу.
Спасая двух девочек, провалившихся под лёд, подорвал здоровье и 25 февраля 1882 года скончался от горячки. Похоронен на местном кладбище. Могила не сохранилась.

## Награды
В ноябре 1854 года П. М. Кошка одним из первых среди защитников крепости награждён Знаком отличия Военного ордена, на то время не имеющим степеней. В 1855 году за повторные подвиги и в соответствии со Статутом Военного ордена дважды награждался надбавками к окладу жалования, что с учреждением в марте 1856 года степенных знаков отличия Военного ордена приравнялось к награждению крестами 3-й и 2-й степени, а бесстепенной крест — к 4-й степени. При этом, выдавать награждённым повторно бесстепенные знаки отличия Военного ордена, а также — степенные знаки отличия за подвиги, оказанные до марта 1856 года, не полагалось.

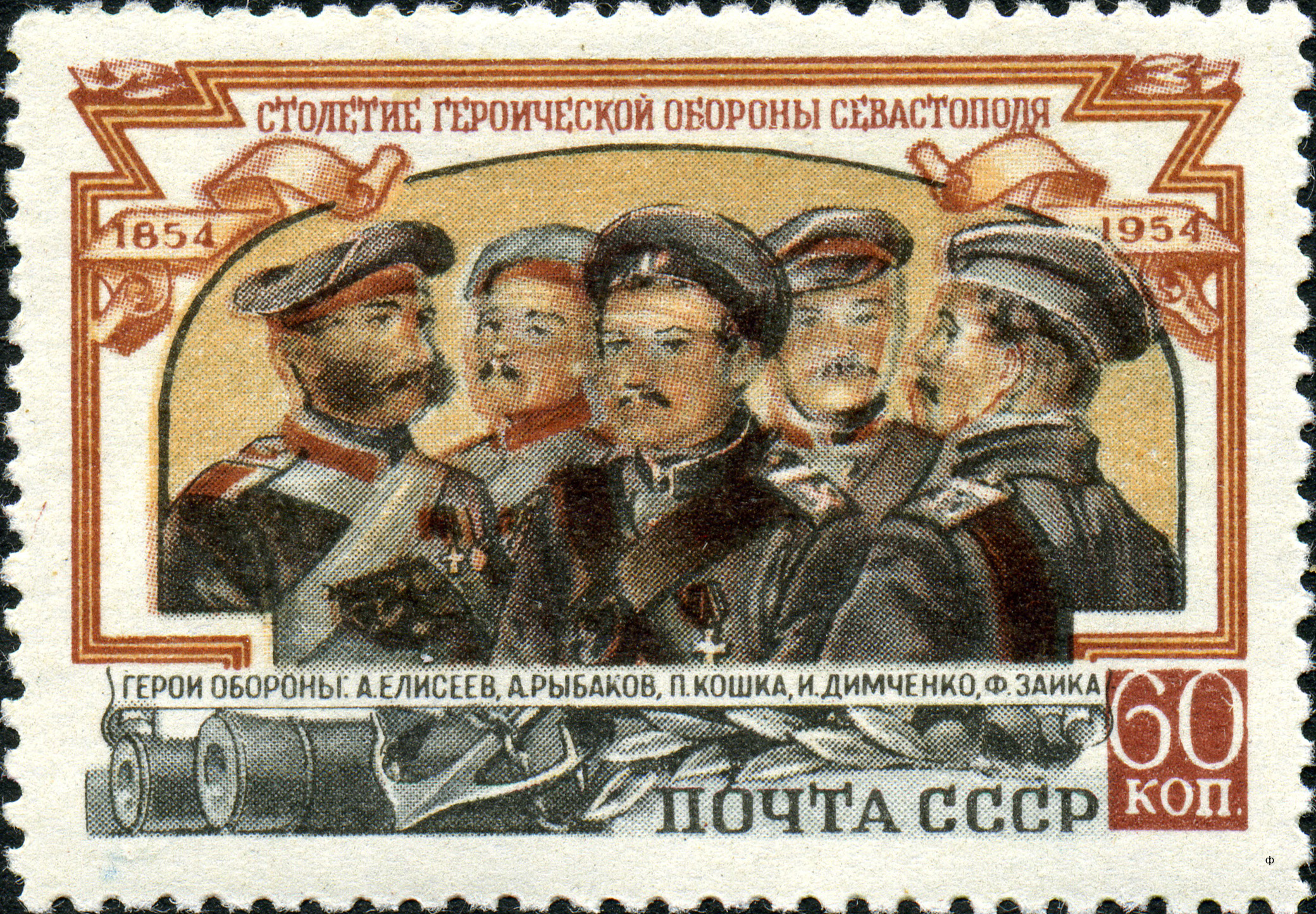
Нижние чины — герои обороны Севастополя: А. Елисеев, А. Рыбаков, П. Кошка, И. Димченко, Ф. Заика

В виде исключения, П. М. Кошке в период прохождения службы в Санкт-Петербурге при содействии участника обороны Севастополя генерала С. А. Хрулёва был выдан знак отличия Военного ордена 2-й степени (золотой крест) и соответствующее письменное свидетельство, разрешающее носить эту награду и при ней — бесстепенной серебряный крест за предыдущие отличия. По действующему до 22 мая 1871 года положению, при наличии крестов старших степеней младшие не носились, за исключением 3-й степени, то есть на груди награждённого должно быть не более двух крестов. Не исключено однако, что впоследствии, в 1871—1872 годах, на основании Высочайшего повеления Государя Императора «нижним чинам, удостоившимся получения Военного ордена нескольких степеней, носить все полученные ими знаки вместе, располагая их по старшинству степеней выше медалей», П. М. Кошке взамен бесстепенного знака отличия выдали степенные, 3-й и 4-й степени, и соответствующие документы на них.
За участие в Крымской войне и в защите Севастополя Кошка награждён двумя медалями: серебряной «За защиту Севастополя 1854—1855 гг.» и светло-бронзовой «В память войны 1853—1856 гг.» на Георгиевской ленте. В последующие годы удостоен ещё двух медалей: в 1869 году — серебряной «За усердие» на Аннинской ленте для ношения на груди (за отказ от увольнения в отставку) и в 1877 году — светло-бронзовой «За усмирение польского мятежа 1863—1864 гг.» (за участие в крейсерстве у берегов Курляндии в период восстания).
На бюстах-памятниках матросу Кошке в Севастополе и в Ометинцах символически изображены все награды, которых удостоен был Пётр Маркович Кошка на протяжении всей своей жизни — три знака отличия Военного ордена и четыре медали.

## Память

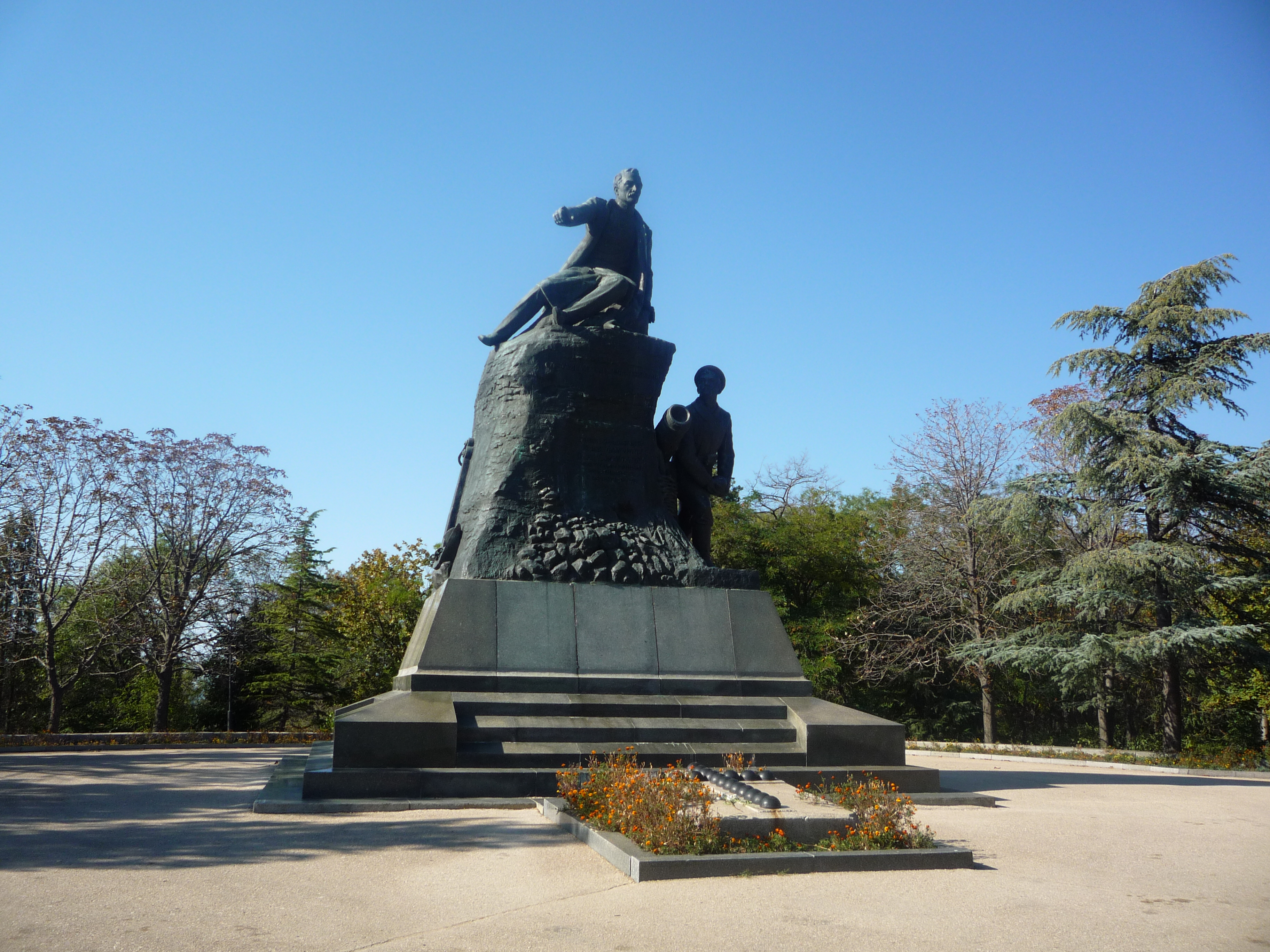
Памятник Корнилову. Рядом матрос Кошка, выбрасывающий бомбу

- Памятник Матросу Кошке установлен на улице Героев Севастополя в Севастополе[8]. Его именем названа улица у подножия Малахова кургана[9].
- На памятнике Корнилову Кошка изображён выбрасывающим упавшую в окоп бомбу[10].
- Бюст П. М. Кошки установлен в нише фасада здания панорамы «Оборона Севастополя 1854—1855 гг.»[11].
- П. М. Кошка изображён на полотне панорамы «Оборона Севастополя 1854—1855 гг.»[12].
- Среди экспонатов Музея истории Черноморского флота в Севастополе есть бюст П. М. Кошки[13].
- Бюст-памятник матросу Кошке установлен в городе Днепр на Аллее героев Севастопольского парка-мемориала[14].
- В 1955 году Кошке Петру Марковичу военными моряками Черноморского флота установлен бюст-памятник на малой родине его, в селе Ометинцы Немировского района Винницкой области (Украина)[15]. 13 марта 2014 года бюст украли неизвестные, предположительно — в связи с аннексией Крыма.[16][17][18]
- В честь матроса Кошки названы улицы в Киеве[19], Днепре[20], Виннице[21], Донецке[22], Макеевке[23], Горловке[24].
- На здании бывших Лазаревских казарм, на месте жительства П. М. Кошки в Севастополе в годы его службы на Черноморском флоте, установлена мемориальная доска.
- Название «Матрос Пётр Кошка»[25] в 1902—1907 годах носила экспериментальная малая подводная лодка; название «Матрос Кошка»[26] — в 1964—1995 гг. советский рефрижератор.

## Интересный факт
- Существует легенда, что когда под ноги адмирала В. А. Корнилова упала бомба, Пётр Кошка схватил её и бросил в котёл с кашей, в результате у бомбы погас фитиль и взрыва не произошло. Адмирал поблагодарил находчивого матроса, а тот ответил ему фразой, ставшей крылатой: «Доброе слово — и Кошке приятно»[27].